# Nachal Kisufim
Nachal Kisufim (hebrejsky נחל כיסופים) je vádí v jižním Izraeli, v severozápadní části Negevské pouště.
Začíná v nadmořské výšce okolo 100 metrů severně od vesnice Ejn ha-Šloša. Směřuje pak k severu zemědělskou krajinou, která díky soustavnému zavlažování ztratila svůj pouštní charakter. Koryto vádí se mírně zařezává do okolního terénu a vytváří kaňon, jehož dno a svahy jsou pokryty vegetací. Z východu míjí vesnici Kisufim a stáčí se k severovýchodu. Západně od vesnice Re'im pak zleva ústí do vádí Nachal Asaf.